# Eduard I al Angliei
Eduard I al Angliei (n. 17 iunie 1239, Westminster⁠(d), Regatul Angliei – d. 7 iulie 1307, Burgh by Sands⁠(d), Cumberland⁠(d), Anglia, Regatul Unit) a domnit între anii 1272 și 1307, suindu-se pe tronul Angliei pe 21 noiembrie 1272 după moartea tatălui său, regele Henric al III-lea. Supranumit „Picioare lungi”, datorită staturii sale neobișnuit de înalte, Eduard I a fost  cel mai ilustru monarh englez din Evul Mediu.

## Tinerețe
Eduard s-a născut la Palatul Westminster pe 17 iunie 1239. A fost căsătorit de două ori; prima soție a fost Eleonora a Castiliei cu care a avut 16 copii iar moartea soției sale, în 1290 l-a afectat profund pe Eduard. Cu cea de-a doua soție, Margareta a Franței, fiica regelui Filip al III-lea al Franței a avut 3 copii.
Înainte de a deveni rege, Eduard a fost numit guvernator al Irlandei și Gasconiei. În august 1270 a pleca în Cruciadă, alături de regele francez Ludovic cel Sfânt. La sfârșitul anului 1272, aflând că tatăl său murise, Eduard s-a întors în Anglia, fiind încoronat la 19 august 1274 la Westminster Abbey.

## Reforme. Administrația interioară
Bărbat semeț, viguros, bine făcut, cu coapse lungi și puternice de călăreț, plăcerile sale favorite erau vânătoarea și turnirul.
Se fălește că respectă cu toată rigoarea codul perfectului vasal față de regele Franței, suzeranul său pentru Gasconia. Îi prestează omagiul datorat și ascultă, supus, hotărârile suzeranului său. Deviza lui este: "Keep troth... Pactum serva... Respectă-ți cuvântul dat". I se întâmplă, desigur, ca după ce și-a dat cuvântul să-și schimbe părerea; și atunci se dovedește neîntrecut de abil în forțarea textelor pentru ca să împace făgăduințele cu dorințele. "Vrea să fie legal -observa un contemporan de-al lui-, dar el declară legal tot ce-i convine".
Când a izbucnit revolta baronilor, a înțeles că a trecut timpul despotismului în Anglia și că singurul mijloc de a consolida monarhia va fi de aici înainte sprijinirea ei pe noile clase în creștere. Irascibil, orgolios, încăpățânat, uneori dur, dar muncitor, onest și destul de rațional, cavalerul acesta este un om de stat.
Sub domnia sa, limba engleză, care, începând din perioada cuceririi, circula pe ascuns în rândurile meseriașilor apare iar la lumină. Instituțiile lui Eduard I prefigurează Anglia modernă. Legile sale exercită o influență durabilă asupra structurii sociale a țării. Cu toată sincera sa pioșenie, Eduard va avea față de papă, încă de pe atunci, atitudinea unui șef de stat "național și insular".

## Relația cu Biserica
Mulțumită stăpânirii de sine a regelui, sub domnia sa nu au fost conflicte iremediabile cu biserica. Dar între puterea civilă și puterea religioasă certurile au fost numeroase; niciodată însă n-au atins violența acelora dintre Wilhelm Rufus și Anselm sau dintre Henric al II-lea și Becket. Cea mai gravă ceartă s-a iscat atunci când Papa Bonifaciu al VIII-lea a interzis clerului, în 1296, prin bula Clericis laicos, să plătească impozit autorităților lumești.
Eduard I a ordonat să se pună sechestru pe bunurile bisericești și pe lâna călugărilor.

## Eduard I și celții
După cum Eduard I este primul dintre Plantageneți care poartă nume englezesc, tot astfel el este și primul care încearcă să desăvârșească cucerirea Insulelor Britanice. A fost pregatit pentru această misiune încă din adolescență. În 1252 tatăl său, Henric al III-lea, îi dăduse Irlanda, comitatul de Chester, pământurile regelui din Țara Galilor, insulele anglo-normande și Gasconia.
În zadar a încercat Eduard –pe vremea când nu era decât lordul Eduard și comite de Chester- să impună galezilor cutumele engleze; ei se revoltaseră și-l învinseră. Tânărul Eduard ieși ruinat din acel război, dar făcuse cunoștință cu metodele de luptă ale galezilor, cunoscuse valoarea arcașilor lor, înarmați cu arcuri lungi, de o forță și o pătrundere mult mai mari decât arcurile obișnuite, și imposibilitatea de a folosi împotriva lor cavaleria feudală, pe care săgețile lor o puneau pe fugă.
După ce a devenit rege, în 1277, a pregătit o expediție în Țara Galilor, pe care a condus-o el însuși. În 1301 regele îi dădu fiului său Eduard, născut în Țara Galilor și crescut de o bonă galeză, titlul de Prinț de Wales, devenit de atunci titulatura fiului cel mai vârstnic al regilor Angliei. Cu toate că din acel moment au fost introduse legile și cutumele engleze, principatul rămase în afara regatului și nu trimitea deputați în parlament. Abia în secolul al XVI-lea, Henric al VIII-lea făcu din Anglia și Țara Galilor un regat unic (Actul de unire: 1536).
Învingător al celților din Țara Galilor, Eduard I nu reuși să iasă victorios în lupta sa împotriva celților din Scoția. După ce muri regele Scoției, nelăsând ca urmaș decât o fetiță care locuia în Norvegia, Eduard făcu o propunere foarte înțeleaptă: s-o ia în căsătorie fiul său, ceea ce ar fi dus la unirea celor două regate. Ideea părea a fi acceptată de cea mai mare parte a scoțienilor și Eduard trimise o corabie în Norvegia ca s-o aducă pe prințesă. Pentru a o distra pe "fata din Norvegia" în timpul călătoriei pe mare, se pregătiseră pe navă alune, ghimbir, smochine, turtă dulce, dar gingașa copilă, neputând suporta grelele condiții ale trecerii mării, muri pe drum și marii seniori scoțieni începură de îndată să-și dispute coroana.
Eduard, ales ca arbitru, atribui regatul lui John Balliol, care fu încoronat la Scone, dar îi ceru noului rege să-l recunoască drept suzeran.
Scoțienii crezuseră că o asemenea suzeranitate va rămâne pur formală. Când Eduard anunță că un împricinat a cărui cerere a fost respinsă de o curte scoțiană va putea în viitor face apel la tribunalele engleze, John Balliol intră în alianță cu regele Franței, adversar al lui Eduard din pricina Gasconiei. Atunci, Eduard a intrat cu oastea sa în Scoția și l-a făcut prizonier pe Balliol. Impuse Scoției acele legi engleze care-i erau dragi și pe care le admira. Se izbi de o rezistență neașteptată, nu din partea baronilor, ci a poporului scoțian, care, sub conducerea unui cavaler, William Wallace, se răsculă.
În 1305 Eduard se crezu stăpânul întregii țări, dar în 1306 Robert Bruce răsculă din nou Scoția și fu încoronat la Scone.
Regele Angliei era bătrân, infirm, dar jură, într-un straniu jurământ mistic, "înaintea Domnului și a Lebedelor", să zdrobească revolta scoțienilor. Această ultimă campanie din Scoția îi puse capăt vieții. Pe patul de moarte, își luă rămas bun de la fiii săi. Le ceru ca 100 de cavaleri să-i ducă inima în Țara Sfânta, să nu-i fie înmormântat trupul înainte de înfrângerea scoțienilor și oasele sale să-i fie purtate în fruntea bătăliei, astfel ca, mort fiind, să-și conducă armatele la victorie, ca și în viață. El însuși compuse inscripția pe care dorea s-o vadă gravată pe mormântul său: Eduardus Primus Scotorum Malleus hic est. Pactum serva. (Aici zace Eduard întâiul, sfărâmiătorul scoțienilor. Păstrează-ți legământul).

## Familie
S-a căsătorit cu Prințesa Eleonora a Castiliei, fiica Regele Ferdinand al III-lea al Castiliei, in1254. Mariajul a produs cel puțin 14 copii, dintre care mai mulți au murit în copilărie.
- Katherine (d.5 Septembrie 1264).A murit în copilarie.A fost înmormânt la Westminster Abbey.
- Joanna (1265).A murit în copilarie.A fost înmormânt la Westminster Abbey.
- Ioan (13 Iulie 1266 – 3 August 1271). A murit în copilarie.A fost înmormânt la Westminster Abbey.
- Henric al Angliei (6 Mai 1268 – 14 Octombrie 1274).A murit în copilarie.A fost înmormânt la Westminster Abbey.
- Eleanor a Angliei, Contesă de Par (18 Iunie 1269 – 29 August 1298).
- Juliana (1271).A murit în copilărie.
- Ioana de Acre, Countesă de Hertford și Gloucester (Aprilie 1272 – 23 Aprilie 1307)
- Alphonso, Conte de Chester (24 Novembrie 1273 – 19 August 1284).A murit în copilarie.A fost înmormânt la Westminster Abbey.
- Margaret a Angliei, Ducesă de Brabant (15 Martie 1275 – dupa1333)
- Berengaria ( 1276 –  1277/1278).A murit în copilarie.A fost înmormânt la Westminster Abbey.
- Fiică (Decembrie 1277 – Ianuarie 1278).

E

## Legături e  xterne
- Edward I of England at royal.gov.uk
- Images of the castles of Edward I in Wales
- King Edward I Monument
- Edward Longshanks - ciocanul care i-a zdrobit pe scoțieni Arhivat în 14 iulie 2012, la Wayback Machine., 25 aprilie 2007, Gabriel Tudor, Revista Magazin

| Eduard I al Angliei Casa PlantagenetNaștere: 17 iunie 1239 Deces: 7 iulie 1307 |                                                                                      |                             |
| Titluri regale                                                                 |                                                                                      |                             |
| Predecesor: Henric al III-lea                                                  | Rege al Angliei Lord al Irlandei 1272 – 1307                                         | Succesor: Eduard al II-lea  |
| Regalitate engleză                                                             |                                                                                      |                             |
| Predecesor: Richard, Conte de Cornwall                                         | Moștenitor la tronul Angliei ca moștenitor aparent 17 iunie 1239 - 20 noiembrie 1272 | Succesor: Henric al Angliei |
| Nobilimea franceză                                                             |                                                                                      |                             |
| Predecesor: Henric al III-lea                                                  | Duce de Aquitaine 1272 – 1307                                                        | Succesor: Eduard II         |